# Parlamentswahl in St. Lucia 1992
Die Parlamentswahl in St. Lucia 1992 (englisch General elections) waren die sechzehnten Parlamentswahlen in St. Lucia.

## Wahl
Die Wahl fand am 27. April statt. Aus dieser ging die United Workers Party wieder als Sieger hervor.
| Partei                    | Stimmen | %    | Sitze |
| ------------------------- | ------- | ---- | ----- |
| United Workers Party      | 33.562  | 56.7 | 11    |
| Saint Lucia Labour Party  | 25.565  | 43.2 | 6     |
| Progressive Labour Party  | 97      | 0.2  | 0     |
| Invalid/blank votes       | 1.931   | –    | –     |
| Total                     | 61.155  | 100  | 17    |
| Registered voters/turnout | 97.403  | 62.8 | –     |
| Source: Nohlen, PDBA      |         |      |       |